# Chajchas

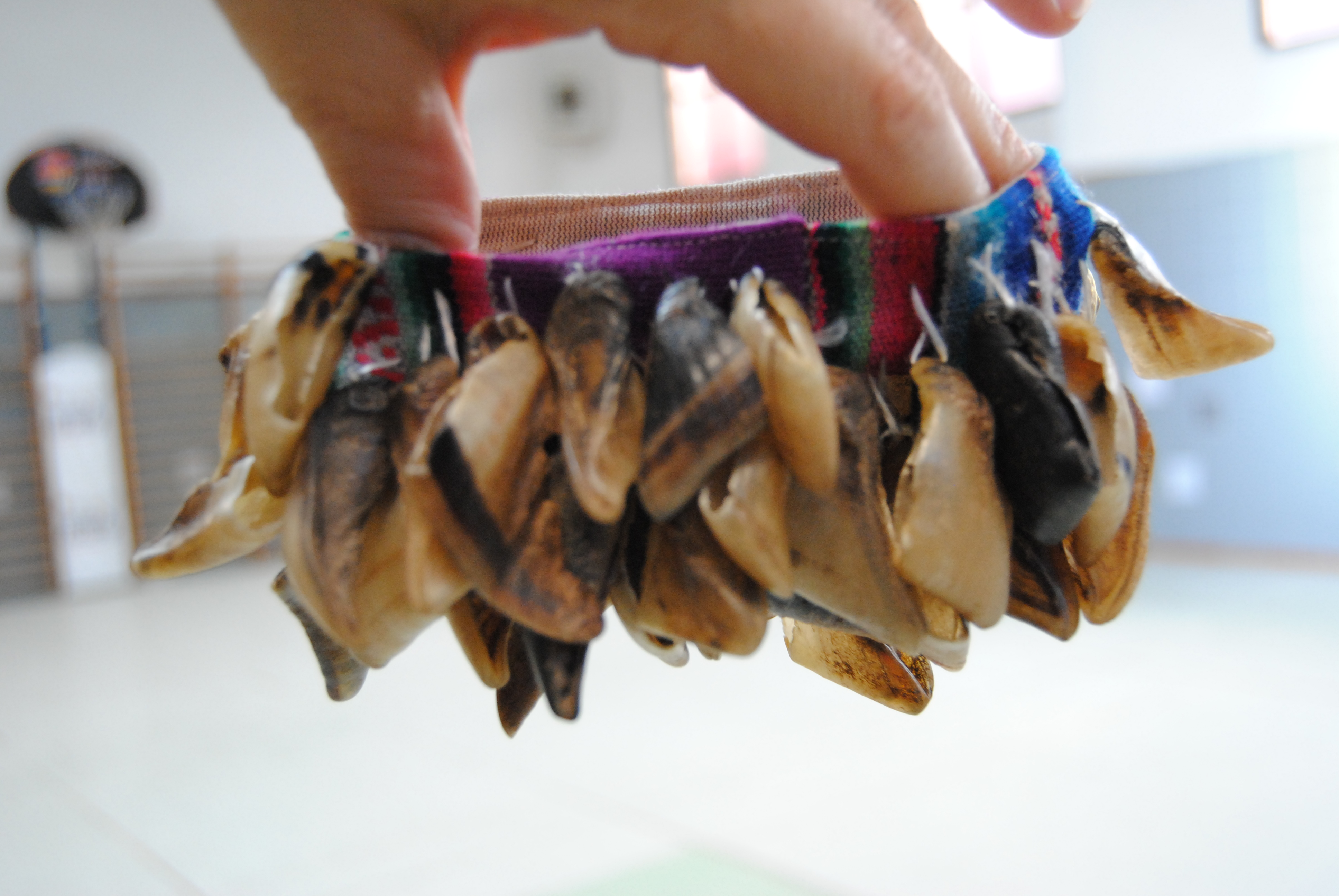
Chajchas de pezuña de [http://pablonahual.com/instrumentos/ cabra

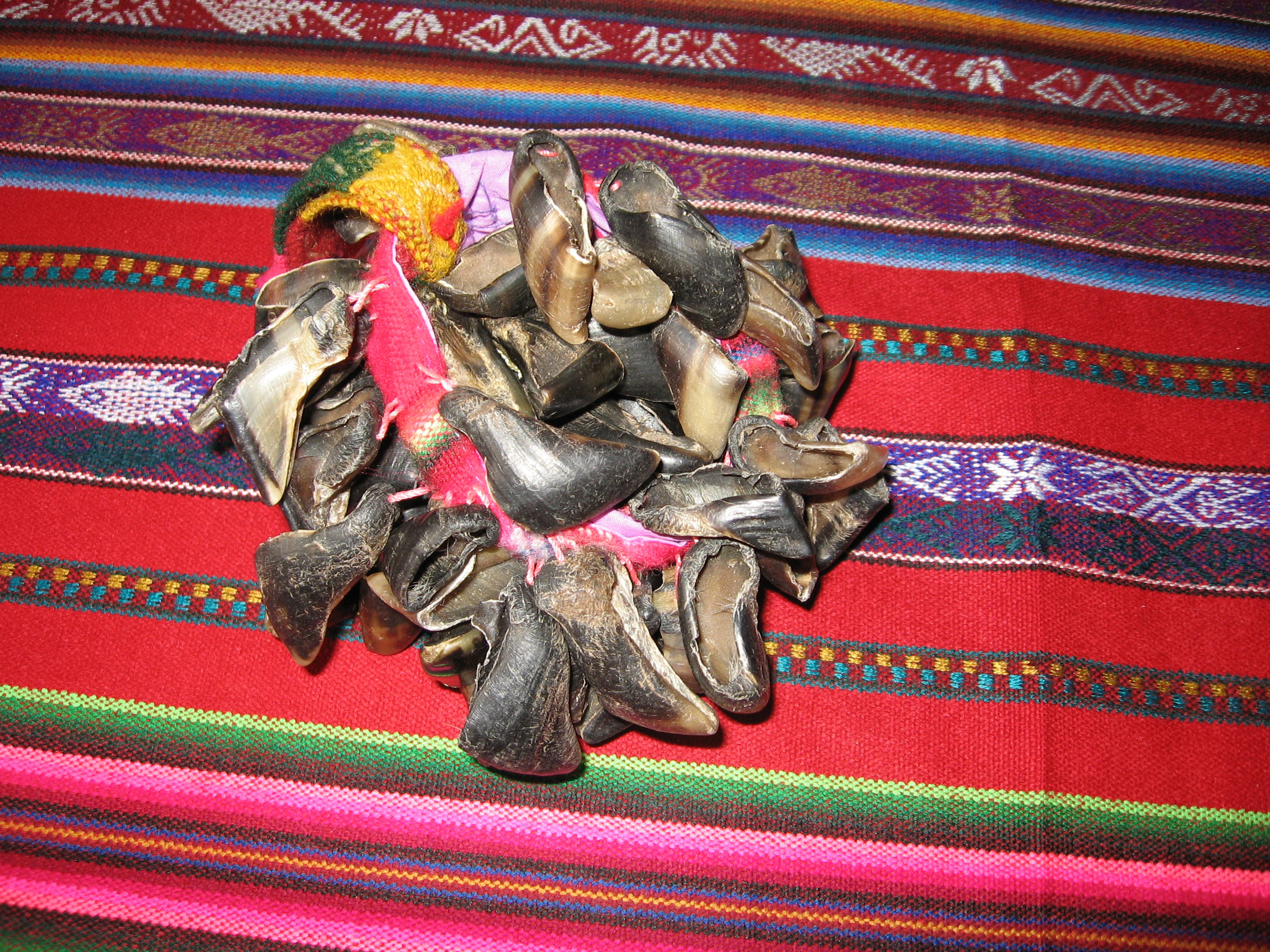
Chajchas de pezuña de cabra

Las chajchas, chachas o chas-chas son un instrumento de percusión andino muy utilizado en el folklore andino y presente en ritos y ceremonias andinas. 
En un inicio para su elaboración se usaban las pezuñas de auquénidos sudamericanos, principalmente de llama y alpaca. Con la llegada del europeo y la introducción y difusión de ovinos por todo el territorio virreinal, se hizo común el uso de pezuñas de animales más domésticos como la cabra y oveja. 
Las pezuñas son cosidas y unidas en un trozo de tira de tela que las sostiene. Generalmente se utilizan en pares y se tocan a modo de sonajas, haciéndolas percutir con la mano (chasquear) lo que provoca un sonido muy particular. Asimismo, existen muchas danzas andinas donde las chajchas son colocadas en las piernas y brazos de los danzantes a modo de cascabeles.